# تشتو
تَشتو دهکده کوچکی است از توابع بخش کوخرد شهرستان بستک در غرب استان هرمزگان در جنوب ایران واقع شده‌است.
تشتو در ۲۷ کیلومتری شمال شرقی دهستان کوخرد و روی تپه بلندی و در زیر کوه لاور واقع شده‌است.

## محدوده تشتو
از شمال راه کمبِردُه، از جنوب روستای چارون، از مغرب دره آب غنی، و از مشرق به کوه محدود می‌گردد.

## مردم‌شناسی
مردم این روستا به دامداری اشتغال دارند. و از کوه‌های اطراف گیاهان داروئی جمع می‌کنند و می‌فروشند و از این راه گذران زندگی می‌کنند.

## جمعیت
جمعیت این روستا بر اساس سرشماری سال ۱۳۸۵ جمعیت آن ۱۸ نفر (۷ خانوار)
بوده است.

## راه کُمبِردُه
در شمال آن کمبِردُه و راه مالرو روستای لاور شیخ قرار دارد. در شرق آن دره تشتو واقع است. 
ته دره در حدود ۱۵۰ اصله نخل وجود دارد، و چشمه کوچکی که آبش شیرین است سبزیجات زمستانه و نخل‌ها را آبیاری می‌کند.
(ملای تشتو) یکی علمای معروف این ناحیه بود و چندین سال در کوخرد یک مدرسه دینی دایر کرده بود و کودکان را آموزش می‌داد ولی در اواخر زندگانی به تشتو برگشته در همان‌جا درگذشت..

## فهرست منابع و مآخذ
- محمدیان، کوخردی، محمد ، “ «به یاد کوخرد» “، ج۱. چاپ اول، دبی: سال انتشار ۲۰۰۳ میلادی.
- نگاره‌ها از: محمد محمدیان.
- سلامی، بستکی، احمد.  (بستک در گذرگاه تاریخ)  ج۲ چاپ اول، ۱۳۷۲ خورشیدی.
- عباسی، قلی، مصطفی،  «بستک وجهانگیریه»، چاپ اول، تهران : ناشر: شرکت انتشارات جهان معاصر، سال ۱۳۷۲ خورشیدی.
- بالود، محمد.  (فرهنگ عامه در منطقه بستک)  ناشر همسایه، چاپ زیتون، انتشار سال ۱۳۸۴ خورشیدی.
- الکوخردی، محمد، بن یوسف، (کُوخِرد حَاضِرَة اِسلامِیةَ عَلی ضِفافِ نَهر مِهران Kookherd، an Islamic District on the bank of Mehran River) الطبعة الثالثة، دبی: سنة ۱۹۹۷ للمیلاد.
- مهندس:، حاتم، محمد ، غریب“ «تَاریخْ عَرَب الّهْولَة Huwala Arab History » “، دولة الکویت، ج۱. چاپ سوم، القاهرة، مصر ، دارالأمین للطباعة والنشر والتوزیع، ۸ شارع أبوالمعالی، سال انتشار ۱۹۹۷ میلادی، Engineer: Mohammed gharhb Hatem , third edition : Egypt (Cairo),1997 & 2013
- بختیاری، سعید، ،  «اتواطلس ایران»  ، “ مؤسسه جغرافیایی وکارتگرافی گیتاشناسی، بهار ۱۳۸۴ خورشیدی.
- محمد، صدیق «تارخ فارس» صفحه‌های (۵۰ ـــ ۵۱ )، چاپ سال ۱۹۹۳ میلادی.
- اطلس گیتاشناسی استان‌های ایران [Atlas Gitashenasi Ostanhai Iran] (Gitashenasi Province Atlas of Iran)
- محمدیان، کوخردی، محمد ،  (شهرستان بستک و بخش کوخرد) ، ج۱. چاپ اول، دبی: سال انتشار ۲۰۰۵ میلادی.